# 未完少女ラヴクラフト
『未完少女ラヴクラフト』（みかんしょうじょラヴクラフト）は、黒史郎による日本のライトノベル。イラストはコバシコが担当している。スマッシュ文庫（PHP研究所）より全2巻が刊行されている。

## 登場キャラクター
カンナ・セリオ
19歳、学校を卒業後就職できずマサチューセッツ州アーカムにある実家のパブ『金羊毛』にウェイターとして勤めている。美少女顔で客からは女だと思われていた。男らしさとは無縁の存在であり、身心惰弱ですぐ絶叫、失禁、失神、パニックを起こす。あだ名はカンナ姫。愛読書は『英雄ボルナンゾフの冒険』。
ラヴクラフト / ラヴ
スウシャイでカンナが出会った少女。著名な小説家のハワード・フィリップ・ラヴクラフトと同じ名を持つ。黒髪・色白で身長130センチメートル弱。ラバン・シュリュズベリィ教授に育てられた。言語災の影響によって「愛情」に関わる言語をすべて失っているが、読んだ書物の内容をすべて記憶する能力を持つ。
ある目的からカンナの住む世界「オアン」に行く必要があるため、オアンからやってきたカンナと共にそこへ行く方法を探す旅に出る。
ネア・ヴァーレンサス
21歳。アーカムのラブクラフト記念図書館に勤める司書。クトゥルフ神話の大ファン。
エイリア・ツァン
スウシャイでカンナが出会った、魔女と呼ばれるヴィオリスト。首都の音楽堂と郊外の下宿を行き来している。言語災の影響によって言葉を奪われているため喉から声を出すことができないが、愛用のヴィオラ「ヴィネガー・トム」を声帯代わりにしている他、武器としても使用する。
ユッグ・ゴッツ / ミゴ
スウシャイでカンナが出会った、滅びかけた種族の生き残り。見た目は赤銅色の巨大な甲殻類だが実際には菌類に近い。
ジェンキン
ラヴの家に居付いている人面鼠。人語を解するがラヴはそのことは知らない。おっさん声。
ラバン・シュリュズベリィ
脳だけを銀色のシリンダーに収めた存在。ラヴの師であり育ての親。
ヘンリー・ウェイトレス・エイクリィ
シュリュズベリィと同じく脳だけを銀色のシリンダーに収めた存在。
アンブローズ・ビアス
2巻から登場。他に誰もいない城で1人で暮らしていた少年。
ワイルド
2巻から登場。ウルタールに住む老人。小柄で猫耳がある。
黄衣の王
スウシャイに災害をもたらす謎の男。
ボルナンゾフ・ボドヴィゲンデ
ペパーミント・ジョージ著『英雄ボルナンゾフの冒険』の主人公。武器は豪剣グリフォン。

## 用語
オアン
こちら側の世界（現世）のスウシャイ側の呼称。
スウシャイ
向こう側の世界。
アーカム
マサチューセッツ州にある都市。元は違う名前だったがハワード・フィリップ・ラヴクラフトの小説に登場する都市と雰囲気が似ている（時代遅れな建物と埃臭い因習）ことから改名。元々学術都市だったことに加えて同作家のファンが大勢移り住んで来たため住民の八割が作家と研究者であり、文学の町として栄えている。
英雄ボルナンゾフの冒険
ペパーミント・ジョージによる小説シリーズ。昔ながらのヒロイック・ファンタジーで読者層は40代前半の男性。若者や女性には話が古臭くワンパターンで主人公のボルナンゾフも偉そうで汗臭そうという理由で人気が無い。
時を穿つもの（カーナツェリオン）
オアンとスウシャイを行き来できるもの。古い文献には銀色の鍵の姿で表わされる。
Cの触手
正式名称は『深水で微睡むものC そのいずれかの触手』で命名者はシュリュズベリィ。かつては「賢者の杖」と呼ばれていた。次元間を移動するものに天文学的な確率で寄生する。
言語災（ラングステア）
言語や認識に関する呪い。被災者に自覚症状はなく、いつの間にか言葉、あるいは言葉の意味する概念そのものを失う。
書徒
六禁書を崇拝する信者。読んだ書物を暗記してその内容を憑依させた「本人間」ともいうべき存在となっている。

## 既刊一覧
- 未完少女ラヴクラフト - 2013年1月25日初版発行（13日発売）、ISBN 978-4-569-67944-0
- 未完少女ラヴクラフト2 - 2013年11月12日発売、ISBN 978-4-569-76099-5

## 反響・評価
2014年のラノベ好き書店員大賞では第7位にランクインした。
ハワード・フィリップス・ラヴクラフトを美少女化したことや、『ラヴクラフト全集』の表紙を無許諾でパロディしたことが話題となった。